# 하워드 더프
하워드 더프(Howard Duff, 1913년 11월 24일 ~ 1990년 7월 8일)는 미국의 배우이다.

## 출연 작품
- 신부님 참으세요 (1991년)
- 전쟁과 추억 (1988년)
- 노 웨이 아웃 (1987년) - 상원의원 윌리엄 빌리 듀발 역
- 공포의 실로폰 (1986년)
- 포위된 사랑 (1985년)
- 에덴의 동쪽 (1981년)
- 오, 굿! 북 2 (1980년) - 닥터 벤자민 찰스 휘틀리 역
- 크레이머 대 크레이머 (1979년) - 존 샤우니시 역
- 용감한 형제 (1977년)
- 살인 연극 (1977년)
- 도시가 잠든 사이에 (1956년)
- 프라이빗 헬 36 (1954년)
- 스페이스웨이스 (1953년)
- 네이키드 시티 (1948년)
- 잔인한 힘 (1947년)

### 텔레비전
- 낫츠 랜딩 (1979년)
- 달라스 (1978년)
- 클라이막스! (1954년)
- 배트맨 - 66년 TV 시리즈 (1966년)
- 호텔 - 시리즈 (1983년)
- 미녀 첩보원 (1985, 1987, Scarecrow and Mrs. King)